# London i Lygteskær
London i Lygteskær er en britisk stumfilm fra 1914 af Bert Haldane.

## Medvirkende
- Arthur Chesney som Harold Armytage.
- Phyllis Relph som Hetty Preene.
- Fred Paul som Clifford Armytage.
- J. Hastings Batson.
- Roy Travers.